# 臺灣省道
臺灣省道是臺灣主要的普通公路系統，目前共有97條路線（含支線），其中15條為快速公路，其餘82條為一般公路。其名稱中的「省」指原轄域涵蓋臺灣全島的臺灣省；興建與養護機關為交通部公路局。

## 簡介
依據中華民國《公路法》第二條規定，省道係指聯絡二縣（市）以上、省際交通及重要政治、經濟中心之主要道路。原本「臺灣省道」是指臺灣省境內的省道，隨著臺灣境內陸續成立數個直轄市，臺灣省道已不僅限於臺灣省境內，而成為臺灣除高速公路之外主要的公路系統。各路線均由中華民國交通部擬訂，報請行政院核定公告。
省道現行依其路線設計，分為一般省道、省道快速公路等兩種，路線編號標誌略有不同，一般省道為盾形藍底雙白框中間標記白色阿拉伯數字及文字，而省道快速公路為紅底藍框中間標記白色阿拉伯數字及文字。過去的省道第一代標誌最早可回溯至《公路統一標誌》，以黑色圓形「台」字為底，上半圓放上「臺」字，下半圓標記編號之黑色阿拉伯數字及文字；第二代標誌則為圓形白底黑框，中間標記黑色阿拉伯數字及文字。
依據《道路交通標誌標線號誌設置規則》第89條規定，路線編號標誌需設於已編號之省道路線及其與各級道路之交岔路口上。並於省道每隔一公里設置一面且標示里程。

一般省道標誌（以台1線為例）
一般省道支線標誌（以台1甲線為例）
省道快速公路標誌（以台61線為例）
省道快速公路支線標誌（以台62甲線為例）
省道舊式第1代標誌（以台1線為例）
省道支線舊式第1代標誌（以台2甲線為例）
省道舊式第2代標誌（以台1線為例）
省道支線舊式第2代標誌（以台1甲線為例）

## 編號

### 主線編號
為便於公路主管機關管理及用路人辨識，依據《公路修建養護管理規則》的規定，中華民國各級道路依其聯絡方向不同分為奇數及偶數。通常北南向及東北、西南向道路使用奇數編號，以西邊起愈往東邊編號愈大；東西向及西北、東南向使用偶數編號，以北邊起愈往南邊編號愈大。而每條公路的里程數亦依此方式自起點至終點標示里程。

### 支線編號
依據該省道支線起點訂定支線編號，除以主線為數字編號外，另以十天干依序予以文字編號。

## 省道公路系統

### 快速公路
由於臺灣為一狹長之海島，主要長程運輸多以南北向為主；為了有效分散高速公路的車流，同時方便城鄉聯絡而建造的快速公路系統；用路人能夠利用這些快速公路銜接西濱快速公路、中山高速公路及福爾摩沙高速公路分散車流，彌補東西向高速公路的不足。
省道等級的快速公路包含台61線、台62線、台62甲線、台64線、台65線、台66線、台68線、台72線、台74線、台76線、台78線、台82線、台84線、台86線及台88線。

### 環島公路
包括省道台1線（繞經台灣西部）及台9線（繞經臺灣東部），共長約935.8公里，為環繞東西部地區主要幹道。

### 縱貫公路
包括台3線、台13線、台19線、台21線、台29線等五條省道，規劃總長約962.1公里，為西部平原輔助幹道。

### 橫貫公路
包括台7線、台8線、台9甲線、台14線(中潭公路)、台16線、台18線（阿里山公路）、台20線（南橫公路）、台24線（霧台公路）等八條省道，規劃總長約869公里，為聯絡東西部地區之交通要道。

### 濱海公路
為環繞台灣本島行經濱海地區的主要幹道，主要包含台2線、台11線、台15線、台17線及台26線。

### 聯絡公路
聯絡公路系統主要為聯絡環島、橫貫、縱貫及濱海公路系統，著名遊憩區與機場、高速鐵路車站、港埠等重要交通公共建設的聯外道路等。使省道路線形成綿密路網，其中包含台4線（桃大公路）、台5線（北基公路）、台6線（龍汶公路）、台10線 （中清路）、台12線（台灣大道）、台14線 (中潭公路)、台16線、台18線（阿里山公路）、台22線（旗楠公路）、台23線（東富公路）、台24線（霧台公路）、台25線（鳳林公路）、台27線、台28線、台30線（玉長公路）、台31線（高鐵桃園站聯外道路）、台37線（高鐵嘉義站聯外道路）、台39線（高鐵台南站聯外道路）及台63線（中投公路）。

## 省道共線
為達到一條公路路線起讫點間的聯絡功能，而無法每條路線均各自形成獨立路線系統時，則會產生局部路線共同使用之部份。此一共同使用路線部份稱為共線路段。
- 依公路等級分類：有同等級之道路共線及不同等級之道路共線。
- 依起讫方向分類：有同一起讫方向之共線路段（同向共線、順椿共線）及相反起讫方向之共線路段（逆向共線、逆椿共線）。

## 省道長度與最高點
台灣地區省道總長度為5160公里，高雄市所占比例最高為513公里；省道快速公路總長度最長的縣市為台南市約85.1公里。
省道最高點位於南投縣仁愛鄉台14甲線31.5公里的武嶺，標高3,275公尺，為自行車族夢想挑戰的路線。

## 路線列表

### 一般省道及其支線列表
| 省道編號 | 別名                                                                          | 公路系統     | 起／訖點                                               | 里程數     | 道路現況 |
| -------- | ----------------------------------------------------------------------------- | ------------ | ------------------------------------------------------ | ---------- | --- |
| 台1線    | 西部幹線 (包含新北大道、高楠公路、鳳屏公路、屏鵝公路)                         | 環島公路     | 台北市中正區行政院－屏東縣枋山鄉楓港                   | 461.081 km | 全線通車 |
| 台1甲線  | 一省道                                                                        | 省道公路支線 | 台北市中正區行政院－桃園市桃園區                       | 27.432 km  | 全線通車 |
| 台1乙線  | 中清路                                                                        | 省道公路支線 | 台中市大雅區－台中市烏日區王田                         | 21.931 km  | 全線通車 |
| 台1丙線  | 金馬路、金馬東路                                                              | 省道公路支線 | 彰化縣彰化市大度橋－彰化縣彰化市和東莊                 | 8.032 km   | 全線通車 |
| 台1丁線  |                                                                               | 省道公路支線 | 雲林縣莿桐鄉－雲林縣斗南鎮                             | 14.011 km  | 全線通車 |
| 台1戊線  |                                                                               | 省道公路支線 | 高雄市三民區－高雄市大寮區後庄                         | 8.727 km   | 全線通車 |
| 台1己線  | 竹南聯絡道                                                                    | 省道公路支線 | 苗栗縣竹南鎮台拓－苗栗縣頭份市蘆竹湳                   | 4.188 km   | 全線通車 |
| 台2線    | 北濱公路 (包含淡水外環道、淡金公路、基金公路)                                 | 濱海公路     | 新北市淡水區關渡大橋－宜蘭縣蘇澳鎮                     | 167.674 km | 全線通車 |
| 台2甲線  | 陽金公路                                                                      | 省道公路支線 | 新北市金山區－台北市中山區                             | 36.863 km  | 全線通車 |
| 台2乙線  | 北淡公路                                                                      | 省道公路支線 | 台北市大同區大橋頭－新北市淡水區林子                   | 25.279 km  | 全線通車 |
| 台2丙線  | 基福公路                                                                      | 省道公路支線 | 基隆市暖暖區－新北市貢寮區福隆                         | 29.957 km  | 全線通車 |
| 台2丁線  | 瑞八公路                                                                      | 省道公路支線 | 基隆市暖暖區八堵－新北市瑞芳區瑞濱                     | 13.390 km  | 全線通車 |
| 台2戊線  |                                                                               | 省道公路支線 | 宜蘭縣五結鄉清水－宜蘭縣蘇澳鎮南方澳                   | 13.807 km  | 全線通車 |
| 台2己線  | 基隆港西岸聯外道路                                                            | 省道公路支線 | 基隆市中山區仙洞－基隆市安樂區大武崙                   | 4.219 km   | 全線通車 |
| 台2庚線  |                                                                               | 省道公路支線 | 宜蘭縣頭城鎮－宜蘭縣頭城鎮二城                         | 3.741 km   | 全線通車 |
| 台3線    | 內山公路 (包含中豐公路、中潭公路、嘉屏公路、南屏公路)                         | 縱貫公路     | 臺北市中正區行政院－屏東縣屏東市                       | 436.286 km | 全線通車 |
| 台3甲線  |                                                                               | 省道公路支線 | 南投縣草屯鎮－南投縣南投市五塊厝                       | 11.713 km  | 全線通車 |
| 台3乙線  |                                                                               | 省道公路支線 | 桃園市大溪區員樹林－桃園市龍潭區深窩                   | 12.095 km  | 全線通車 |
| 台3丙線  |                                                                               | 省道公路支線 | 南投縣竹山鎮水底寮－南投縣集集鎮林尾                   | 7.124 km   | 全線通車 |
| 台4線    | 桃大公路                                                                      | 聯絡公路     | 桃園市大園區竹圍－桃園市龍潭區石門                     | 39.269 km  | 全線通車 |
| 台5線    | 北基公路 (包含新台五線)                                                       | 聯絡公路     | 台北市中正區行政院－基隆市仁愛區基隆車站               | 27.916 km  | 全線通車 |
| 台5甲線  |                                                                               | 省道公路支線 | 新北市汐止區樟樹灣－基隆市七堵區六堵                   | 8.623 km   | 全線通車 |
| 台6線    | 舊後汶公路、龍汶公路                                                          | 聯絡公路     | 苗栗縣後龍鎮龍港－苗栗縣獅潭鄉汶水                     | 31.388 km  | 全線通車 |
| 台7線    | 北橫公路                                                                      | 橫貫公路     | 桃園市大溪區－宜蘭縣壯圍鄉公館                         | 128.340 km | 全線通車 |
| 台7甲線  | 中橫公路宜蘭支線                                                              | 省道公路支線 | 宜蘭縣大同鄉棲蘭－台中市和平區梨山                     | 73.988 km  | 全線通車 |
| 台7乙線  |                                                                               | 省道公路支線 | 新北市三峽區大埔－桃園市復興區三民                     | 14.150 km  | 全線通車 |
| 台7丙線  | 羅天公路                                                                      | 省道公路支線 | 宜蘭縣三星鄉牛鬥－宜蘭縣五結鄉利澤簡                   | 31.337 km  | 全線通車 |
| 台7丁線  |                                                                               | 省道公路支線 | 宜蘭縣員山鄉雙連埤－宜蘭縣宜蘭市                       | 16.153 km  | 全線通車 |
| 台8線    | 中橫公路                                                                      | 橫貫公路     | 台中市東勢區－花蓮縣新城鄉太魯閣大橋                   | 187.797 km | 上谷關－德基 中斷，目前為臺八臨三十七便道（中橫便道）僅提供設籍於和平區公所且確有於大梨山地區工作之民眾通行，並針對設籍於豐原、石岡、東勢、新社等四區公所並確有於大梨山地區工作的民眾，臺中市政府交通局統一投保造冊後才可通行。 |
| 台8甲線  | 青山下線                                                                      | 省道公路支線 | 台中市和平區壩新－台中市和平區德基                     | 16.746 km  | 全線封閉，得以台八臨三七便道（中橫便道）通行，僅提供設籍於和平區公所且確有於大梨山地區工作之民眾通行，並針對設籍於豐原、石岡、東勢、新社等四區公所並確有於大梨山地區工作的民眾，台中市政府交通局統一投保造冊後才可通行。 |
| 台9線    | 東部幹線 (包含北宜公路、蘇花公路、花東公路、南迴公路)                         | 環島公路     | 臺北市中正區行政院－屏東縣枋山鄉楓港                   | 453.755 km | 全線通車 |
| 台9甲線  | 新烏公路、北烏公路、新北橫公路                                                | 省道公路支線 | 新北市新店區青潭－新北市烏來區孝義                     | 19.964 km  | 全線通車 |
| 台9乙線  |                                                                               | 省道公路支線 | 台東縣卑南鄉太平－台東縣台東市豐田                     | 3.407 km   | 全線通車 |
| 台9丙線  |                                                                               | 省道公路支線 | 花蓮縣花蓮市－花蓮縣壽豐鄉                             | 22.803 km  | 全線通車 |
| 台9丁線  | 舊蘇花公路                                                                    | 省道公路支線 | 宜蘭縣蘇澳鎮－花蓮縣秀林鄉大清水                       | 69.074 km  | 全線通車 |
| 台9戊線  | 舊南迴公路                                                                    | 省道公路支線 | 臺東縣達仁鄉安朔－屏東縣獅子鄉草埔                     | 16.151 km  | 全線通車 |
| 台10線   | 中清路                                                                        | 聯絡公路     | 臺中市清水區台中港(北)－臺中市豐原區                   | 21.130 km  | 全線通車 |
| 台10乙線 |                                                                               | 省道公路支線 | 台中市清水區－台中市沙鹿區西勢寮                       | 5.258 km   | 全線通車 |
| 台11線   | 東濱公路、花東海岸公路                                                        | 濱海公路     | 花蓮縣吉安鄉－台東縣太麻里鄉知本                       | 177.483 km | 全線通車 |
| 台11甲線 | 光豐公路                                                                      | 省道公路支線 | 花蓮縣光復鄉－花蓮縣豐濱鄉                             | 19.162 km  | 全線通車 |
| 台11乙線 |                                                                               | 省道公路支線 | 台東縣台東市富岡－台東縣卑南鄉                         | 7.406 km   | 全線通車 |
| 台11丙線 | 東華大學聯外道路                                                              | 省道公路支線 | 花蓮縣吉安鄉光華－花蓮縣壽豐鄉溪口                     | 18.301 km  | 全線通車 |
| 台12線   | 臺灣大道                                                                      | 聯絡公路     | 台中市梧棲區台中港－台中市中區台中車站                 | 23.147 km  | 全線通車 |
| 台13線   | 尖豐公路                                                                      | 縱貫公路     | 新竹市香山區內湖－台中市豐原區                         | 69.197 km  | 全線通車 |
| 台13甲線 | 尖苗公路                                                                      | 省道公路支線 | 苗栗縣竹南鎮－苗栗縣苗栗市                             | 13.973 km  | 全線通車 |
| 台14線   | 中潭公路、埔霧公路                                                            | 聯絡公路     | 彰化縣彰化市中庄子→南投縣仁愛鄉廬山（屯原）            | 99.147 km  | 全線通車 |
| 台14甲線 | 中橫公路霧社支線                                                              | 省道公路支線 | 南投縣仁愛鄉霧社－花蓮縣秀林鄉大禹嶺                   | 41.533 km  | 全線通車 |
| 台14乙線 |                                                                               | 省道公路支線 | 彰化縣芬園鄉－南投縣南投市五塊厝                       | 18.290 km  | 全線通車 |
| 台14丙線 |                                                                               | 省道公路支線 | 彰化縣彰化市三村－彰化縣彰化市外快官                   | 2.882 km   | 全線通車 |
| 台14丁線 |                                                                               | 省道公路支線 | 彰化縣芬園鄉－南投縣南投市苦苓腳                       | 10.156 km  | 全線通車 |
| 台15線   | 西濱公路(北段)                                                                | 濱海公路     | 新北市淡水區關渡大橋－新竹市香山區南寮                 | 78.640 km  | 全線通車 |
| 台15甲線 | 沙崙聯絡道                                                                    | 省道公路支線 | 桃園市大園區竹圍－桃園市大園區沙崙                     | 1.656 km   | 全線通車 |
| 台16線   |                                                                               | 聯絡公路     | 南投縣名間鄉－南投縣信義鄉合流坪                       | 41.349 km  | 全線通車 有限制暢通(臨29便道地利至合流坪路段(0K+000至11K+757)，每日下午17時30分至隔日7時止進行夜間封閉管制，禁止進出)。 甲類大客車禁行19K+603至29K+500處。 臨29便道全線禁行甲、乙類大客車。 |
| 台17線   | 西濱公路(中南段)                                                              | 濱海公路     | 台中市清水區甲南－屏東縣枋寮鄉水底寮                   | 273.474 km | 全線通車 |
| 台17甲線 |                                                                               | 省道公路支線 | 台南市安南區國道8號端－高雄市湖內區湖內橋              | 26.418 km  | 全線通車 |
| 台17乙線 |                                                                               | 省道公路支線 | 台南市安南區土城子－台南市安南區溪心寮                 | 5.917 km   | 全線通車 |
| 台18線   | 阿里山公路、玉山景觀公路、 新中橫公路嘉義玉山線                               | 聯絡公路     | 嘉義縣太保市嘉義高鐵站－南投縣信義鄉塔塔加             | 108.559 km | 全線通車 |
| 台19線   | 中央公路                                                                      | 縱貫公路     | 彰化縣彰化市－台南市永康區                             | 140.195 km | 全線通車 |
| 台19甲線 |                                                                               | 省道公路支線 | 台南市鹽水區－高雄市梓官區赤崁                         | 78.693 km  | 全線通車 |
| 台20線   | 南橫公路                                                                      | 橫貫公路     | 台南市中西區－台東縣關山鎮德高                         | 203.982 km | 南橫公路因台20臨105線39K雪峰橋路段路基流失目前仍在積極搶修，預定於112年10月30日搶通，搶通前禁止一般車輛通行埡口平台至向陽路段(37k~44k)。原公告管制封閉路段為梅山口至向陽路段（台20臨105線0k～44k)，調整為僅管制封閉埡口至向陽路段(37k~44k)，高雄端用路人可到達台東端埡口平台（37k)，亦可滿足登山愛好者探索南橫三星行程，惟因39k處搶修作業暫無法前往台東方向，用路人須於埡口平台(37k)迴轉返回高雄﹙西進西出﹚。 有限制暢通(台20臨105線(原台20線105K+170至149K 梅山口—向陽）每週除二、四不開放通行，其餘每日14時00分至隔日7時止進行道路封閉管制，17:00以前全線淨空) 甲、乙類大客車禁行78.5~108.5K處。 |
| 台20甲線 | 花東縱谷公路                                                                  | 省道公路支線 | 台東縣海端鄉初來－台東縣池上鄉                         | 5.726 km   | 全線通車 |
| 台20乙線 | 南左公路                                                                      | 省道公路支線 | 台南市左鎮區－台南市南化區                             | 7.842 km   | 全線通車 |
| 台21線   | 豐埔公路、中潭公路、日月潭環潭公路（西岸）、玉山景觀公路、 新中橫公路水玉山線 | 縱貫公路     | 台中市東勢區天冷－南投縣信義鄉塔塔加                   | 143.930 km | 全線通車 有限制暢通(110~145K處，每日下午17時30分至隔日7時止進行夜間封閉管制，禁止進出)。 |
| 台21甲線 | 日月潭環潭公路（東岸）                                                        | 省道公路支線 | 南投縣魚池鄉日月潭－南投縣魚池鄉頭社                   | 20.833 km  | 全線通車 |
| 台22線   | 旗楠公路                                                                      | 聯絡公路     | 高雄市楠梓區－屏東縣高樹鄉                             | 34.321 km  | 全線通車 |
| 台23線   | 富東公路、東富公路                                                            | 聯絡公路     | 花蓮縣富里鄉－台東縣東河鄉新東河橋                     | 45.400 km  | 全線通車 |
| 台24線   | 霧台公路                                                                      | 聯絡公路     | 屏東縣屏東市－屏東縣霧台鄉阿禮                         | 47.474 km  | 全線通車 |
| 台25線   | 鳳林公路                                                                      | 聯絡公路     | 高雄市鳳山區－高雄市林園區                             | 18.275 km  | 全線通車 |
| 台26線   | 南濱公路 (包含屏鵝公路、佳鵝公路)                                             | 濱海公路     | 屏東縣枋山鄉楓港－台東縣達仁鄉安朔                     | 93.500 km  | 楓港-港口 通車 港口-港仔 未通車 港仔-旭海 通車 旭海-南田 未通車 南田-安朔 通車 |
| 台27線   | 新發公路                                                                      | 聯絡公路     | 高雄市六龜區荖濃－屏東縣新園鄉烏龍                     | 79.174 km  | 全線通車 |
| 台27甲線 | 旗六公路                                                                      | 省道公路支線 | 高雄市六龜區土壟灣－屏東縣里港鄉三張廍                 | 32.110 km  | 六龜－新威 通車 新威－里港 興建中 |
| 台28線   | 旗六公路                                                                      | 聯絡公路     | 高雄市湖內區湖內橋－高雄市六龜區大津                   | 49.657 km  | 全線通車 |
| 台29線   | 旗甲公路、旗楠公路                                                            | 縱貫公路     | 高雄市那瑪夏區達卡努瓦－高雄市林園區雙園大橋高雄端橋下 | 112.260 km | 全線通車 |
| 台30線   | 玉長公路                                                                      | 聯絡公路     | 花蓮縣卓溪鄉山風－台東縣長濱鄉寧埔                     | 35.433 km  | 全線通車 |
| 台31線   | 高鐵聯外公路桃園段                                                            | 高鐵聯外公路 | 桃園市蘆竹區－新竹縣湖口鄉                             | 30.036 km  | 全線通車 |
| 台37線   | 高鐵聯外公路嘉義段                                                            | 高鐵聯外公路 | 嘉義縣新港鄉－嘉義縣鹿草鄉                             | 14.417 km  | 全線通車 |
| 台39線   | 高鐵聯外公路台南段                                                            | 高鐵聯外公路 | 台南市新化區新市－高雄市阿蓮區港後                     | 18.830 km  | 全線通車 |
| 台63線   | 中投公路                                                                      | 聯絡公路     | 台中市南區－南投縣草屯鎮                               | 19.023 km  | 全線通車 |
| 台63甲線 | 中投公路草屯支線、新豐路                                                      | 省道公路支線 | 南投縣草屯鎮新豐－南投縣草屯鎮                         | 2.192 km   | 全線通車 |

### 省道快速公路及其支線列表
| 省道編號 | 別名                           | 公路系統     | 起／訖點                                   | 里程數     | 道路現況 |
| -------- | ------------------------------ | ------------ | ------------------------------------------ | ---------- | --- |
| 台61線   | 西部濱海快速公路               | 快速公路     | 新北市淡水區沙崙－臺南市安南區青草崙       | 301.834 km | 淡水端－八里 興建中 八里－鳳山溪橋（南端） 通車 鳳山溪橋（南端）－浸水橋（北端） 規劃中 浸水橋（北端）－十份 通車 十份－青草崙 興建中 |
| 台61乙線 | 彰濱聯絡道、美港公路           | 快速公路支線 | 彰化縣伸港鄉彰濱－彰化縣和美鎮和美交流道   | 6.355 km   | 全線通車 |
| 台62線   | 萬里瑞濱線                     | 快速公路     | 基隆市安樂區大武崙－新北市瑞芳區瑞濱       | 19.046 km  | 全線通車 |
| 台62甲線 | 基隆瑞芳線、基隆港東岸聯外道路 | 快速公路支線 | 基隆市中正區基隆港東岸－新北市瑞芳區四腳亭 | 5.744 km   | 全線通車 |
| 台64線   | 八里新店線                     | 快速公路     | 新北市八里區台北港－新北市中和區秀朗橋     | 28.420 km  | 全線通車 |
| 台65線   | 五股土城線                     | 快速公路     | 新北市五股區－新北市土城區                 | 12.469 km  | 全線通車 |
| 台66線   | 觀音大溪線                     | 快速公路     | 桃園市觀音區大潭－桃園市大溪區南興         | 27.259 km  | 全線通車 |
| 台68線   | 南寮竹東線                     | 快速公路     | 新竹市北區新竹漁港－新竹縣竹東鎮竹東大橋   | 22.992 km  | 全線通車 |
| 台68甲線 | 竹東一交流道                   | 快速公路支線 | 新竹縣竹東鎮四重埔－竹東市區竹林大橋       | 1.260 km   | 全線通車 |
| 台72線   | 後龍汶水線                     | 快速公路     | 苗栗縣後龍鎮－苗栗縣獅潭鄉汶水             | 30.810 km  | 延伸銜接台61線 規劃中 後龍端－汶水 通車                                                                                               |
| 台74線   | 快官霧峰線、台中環線           | 快速公路     | 彰化縣彰化市快官－台中市霧峰區             | 37.841 km  | 全線通車 |
| 台74甲線 | 彰化東外環道                   | 快速公路支線 | 彰化縣彰化市快官－彰化縣花壇鄉             | 10.530 km  | 全線通車 |
| 台76線   | 芳苑草屯線                     | 快速公路     | 彰化縣芳苑鄉永興村－南投縣草屯鎮           | 42.525 km  | 芳苑－萬興 通車 萬興－埔鹽 興建中 埔鹽－中興系統 通車                                                                                 |
| 台78線   | 台西古坑線                     | 快速公路     | 雲林縣台西鄉－雲林縣古坑鄉                 | 42.879 km  | 全線通車 |
| 台82線   | 東石嘉義線                     | 快速公路     | 嘉義縣東石鄉－嘉義縣水上鄉                 | 33.959 km  | 全線通車 |
| 台84線   | 北門玉井線                     | 快速公路     | 台南市北門區－台南市玉井區                 | 41.428 km  | 全線通車 |
| 台86線   | 台南關廟線                     | 快速公路     | 台南市南區灣裡－台南市關廟區               | 18.534 km  | 臺南－關廟 通車 關廟－內門 規劃中 |
| 台88線   | 高雄潮州線                     | 快速公路     | 高雄市鳳山區五甲－屏東縣竹田鄉             | 22.391 km  | 全線通車 |

- 紅色牌面表示該快速公路限四輪以上汽車行駛，以及大型重型機車（排氣量超過250立方公分）除連接國道之匝道外，皆可行駛，且適用高快速公路相關罰則。
- 藍色牌面省道適用一般公路通行標準。（台2己為例外）

## 養護機關
省道依法由公路局養護，根據公路修建養護管理規則第七條及公路委託管理辦法 （页面存档备份，存于）規定，省道經過直轄市政府、市政府行政區域部分，其修建、養護及管理除快速公路由交通部之專設機構辦理外，由交通部與當地直轄市政府、市政府協商定之。各直轄市、市省道路段養護機關大部分由公路局養護。

## 臨時便道
依據中華民國《公路法》第60條及《公路修建管理規則》第39條，交通部公路局得於省道公路發生災害或修護期間，將受阻斷或未受阻斷之路段調降為臨時便道，並設置警告標識，以及限制或禁止車輛通行該路段。
| 便道編號              | 公告日期      | 構成路段                                     | 取代路段                                     | 里程數    | 道路現況       |
| --------------------- | ------------- | -------------------------------------------- | -------------------------------------------- | --------- | -------------- |
| 臨37便道 台8臨37線    | 2012年5月31日 | 台8線上谷關－壩新路段、台8甲線壩新－德基路段 | 台8線37k+500－61k+899                        | 23 km     | 有條件通行管制 |
| 臨29便道 台16臨29線   | 2014年5月     | 台16線地利－合流坪路段（29k+476－41k+349）   | 台16線地利－合流坪路段（29k+476－41k+349）   | 11.757 km | 有條件通行管制 |
| 臨93便道 台20臨93線   | 2024年10月9日 | 台20線勤和－復興路段（93k+500－98k+500）     | 台20線勤和－復興路段（93k+500－98k+500）     | 5 km      | 有條件通行管制 |
| 臨105便道 台20臨105線 | 2018年7月25日 | 台20線梅山口－向陽路段（105k+170－150k+163） | 台20線梅山口－向陽路段（105k+170－150k+163） | 43.830 km | 有條件通行管制 |
| 臨45便道 台24臨45線   | 2020年2月18日 | 台24線吉露－阿禮路段（44k+500－47k+474）     | 台24線吉露－阿禮路段（44k+500－47k+474）     | 2.974 km  | 有條件通行管制 |
| 臨11便道 台29臨11線   | 2015年3月10日 | 台29線那瑪夏－五里埔路段（11k+157－22k+037） | 台29線那瑪夏－五里埔路段（11k+157－22k+037） | 12 km     | 有條件通行管制 |

## 路線風景

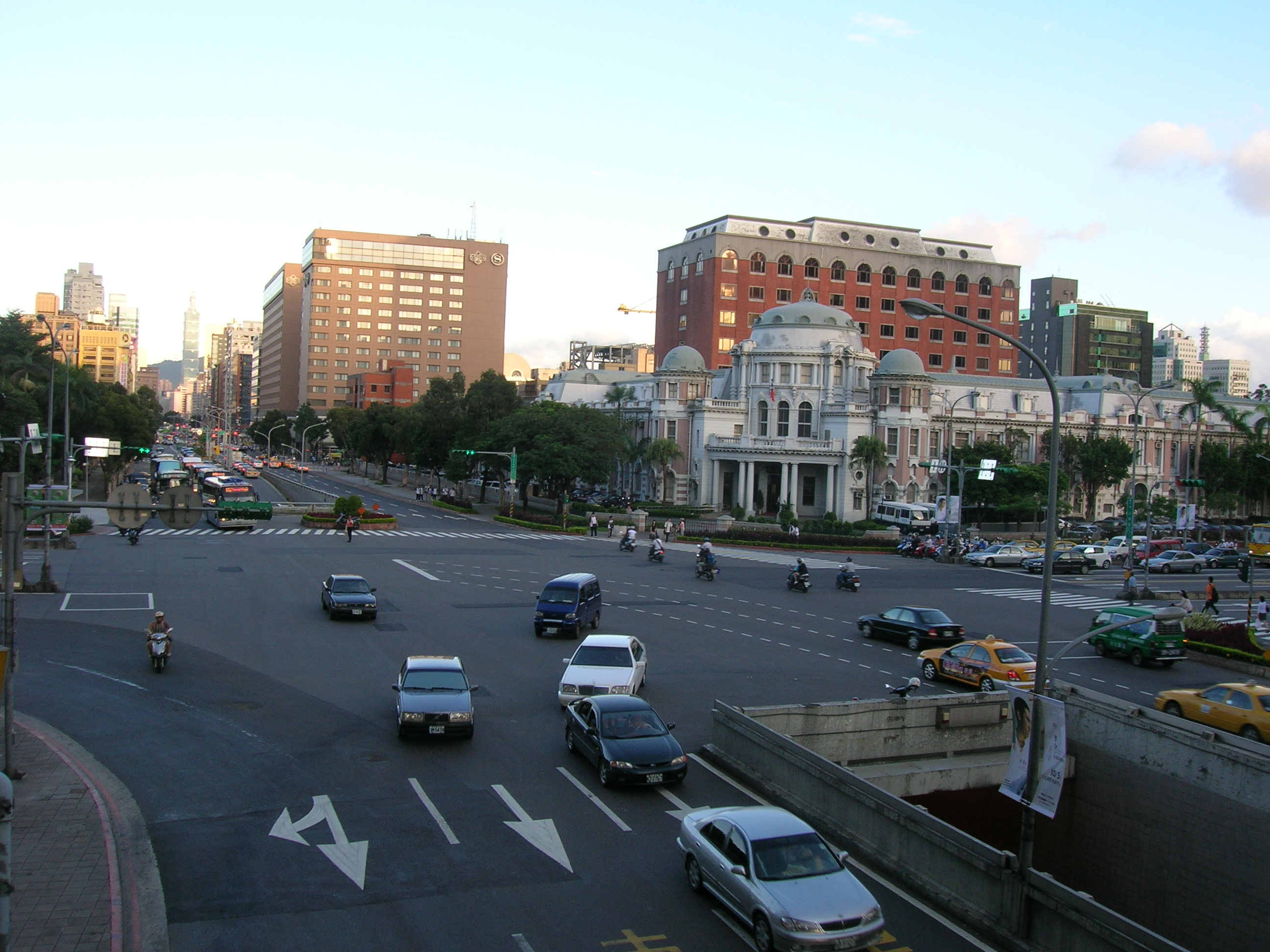
臺北市忠孝東西路、中山南北路口一景。此路口為臺灣公路原點，臺1線、臺1甲線、臺3線、臺5線、臺9線等省道以此為起點。路口上方原建有鐵路跨線陸橋，名「復興橋」，後拆除。
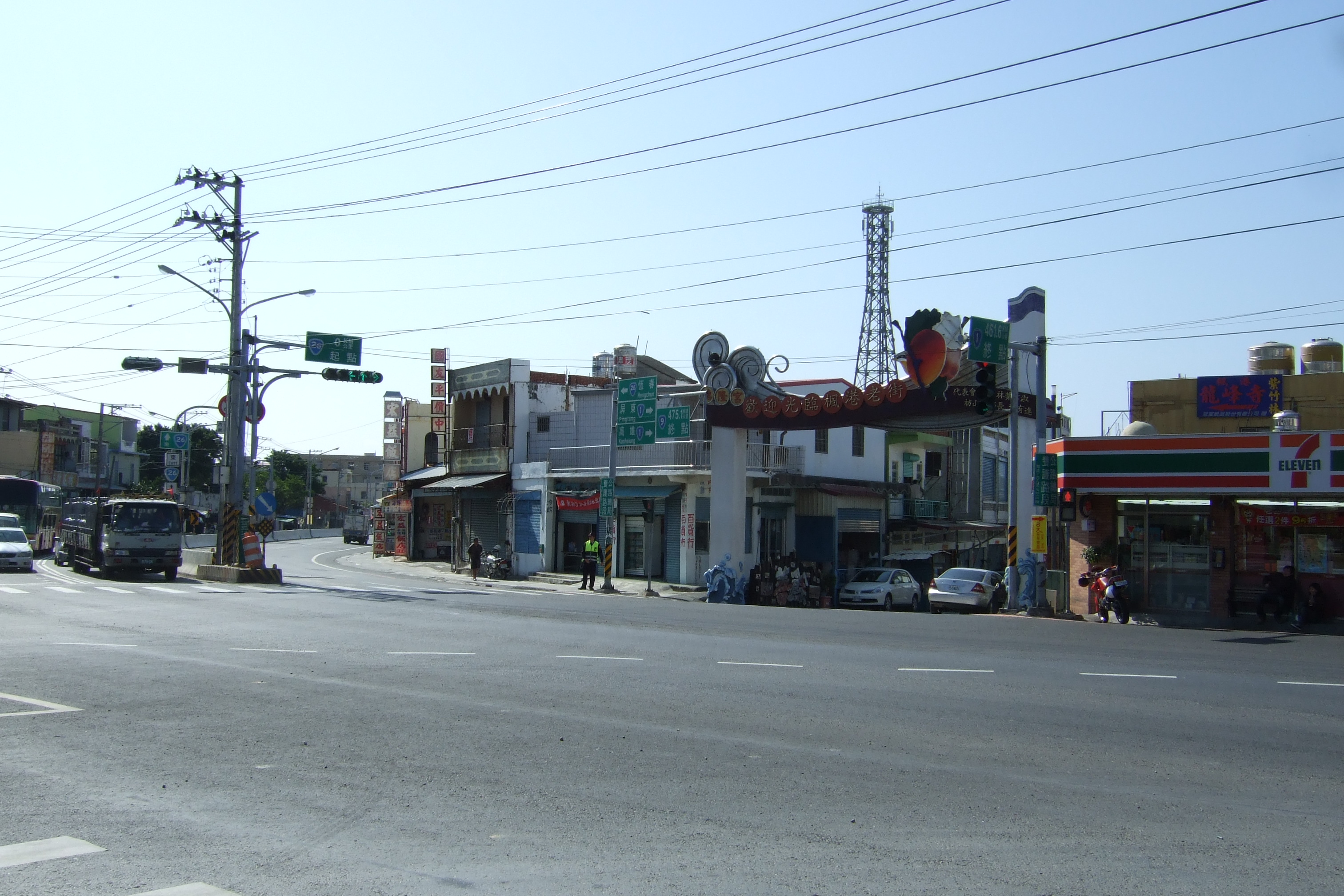
屏東縣楓港路口一景。此路口為台1線終點，在新楓港外環道啟用前，也曾是台9線終點與台26線起點。
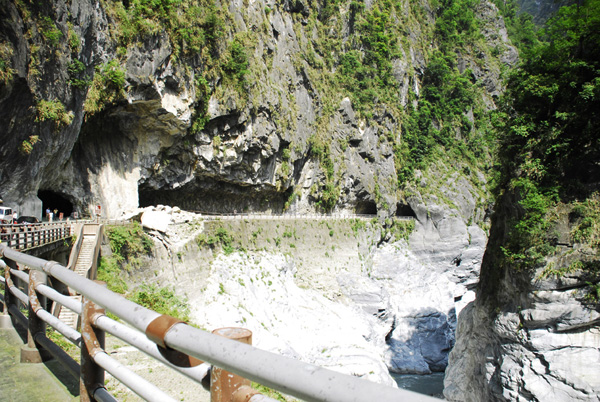
臺8線中部橫貫公路178K~179K燕子口路段
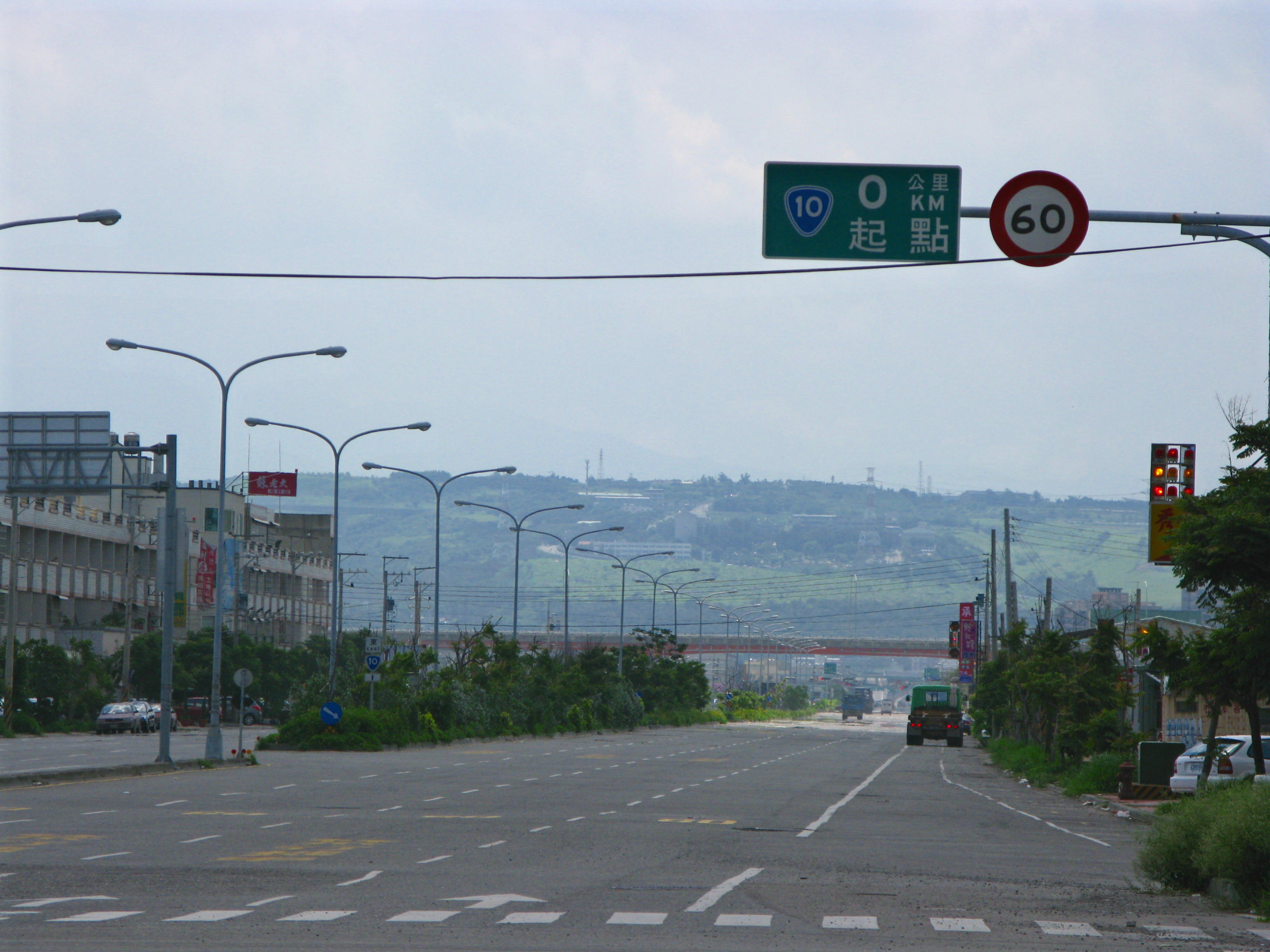
位於臺中港附近的臺10線起點
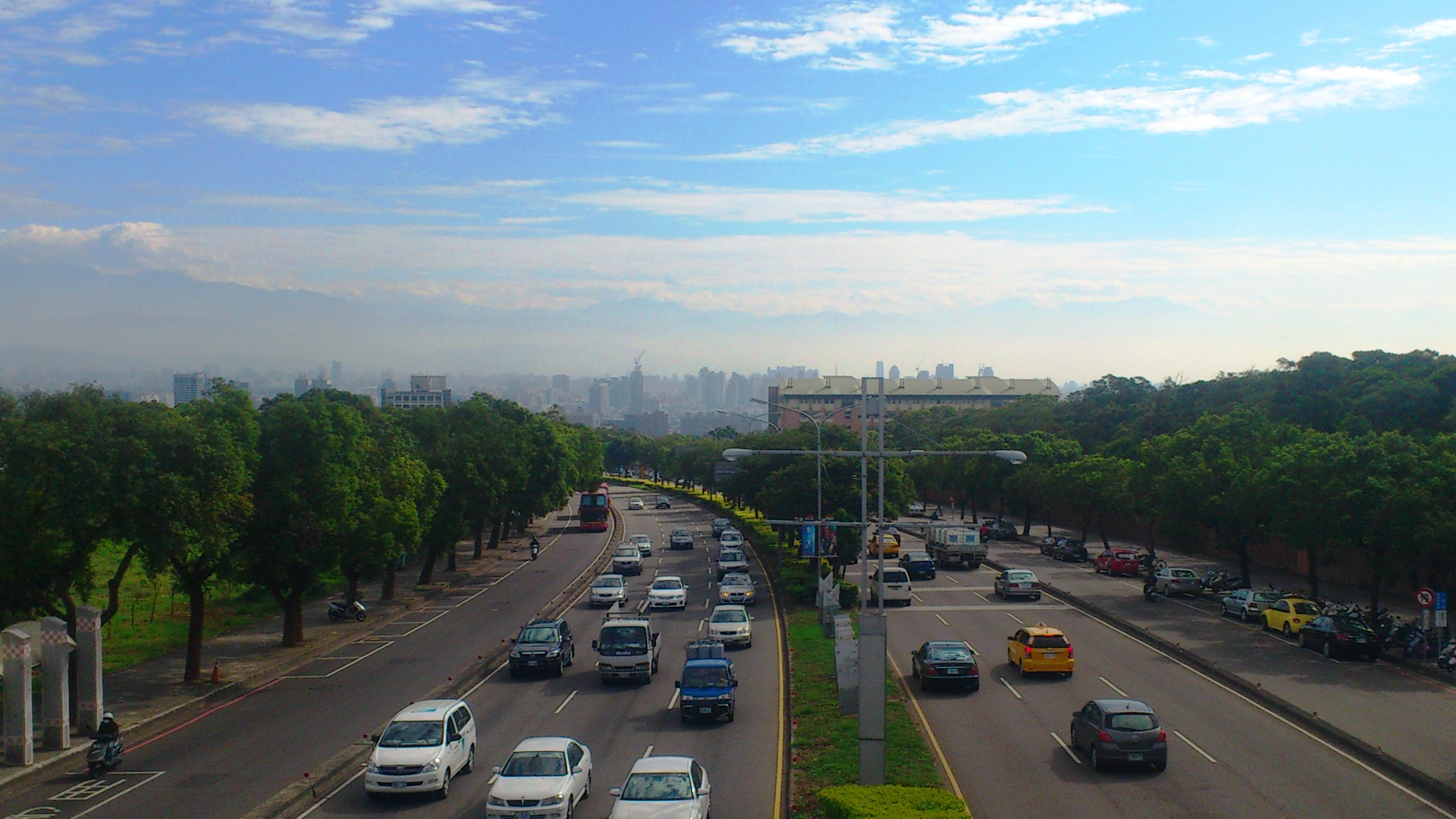
台12線東海別墅路段
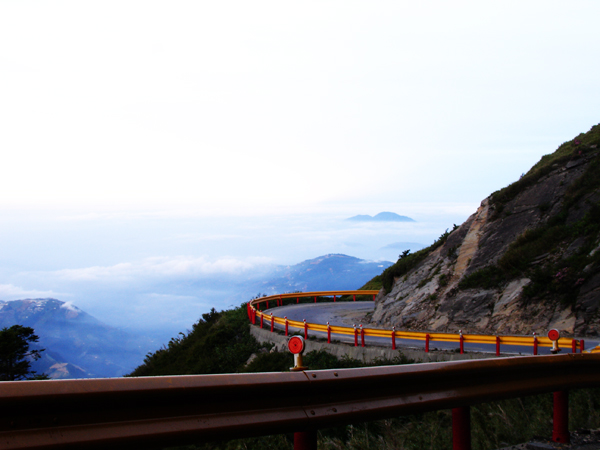
台14甲線是全臺行經標高最高（武嶺標高3,275m）的公路。本圖攝於昆陽路段
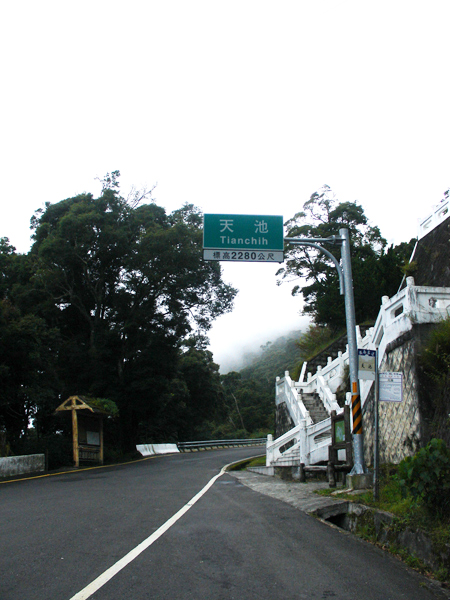
台20線南部橫貫公路135K行經天池（長青祠）路段
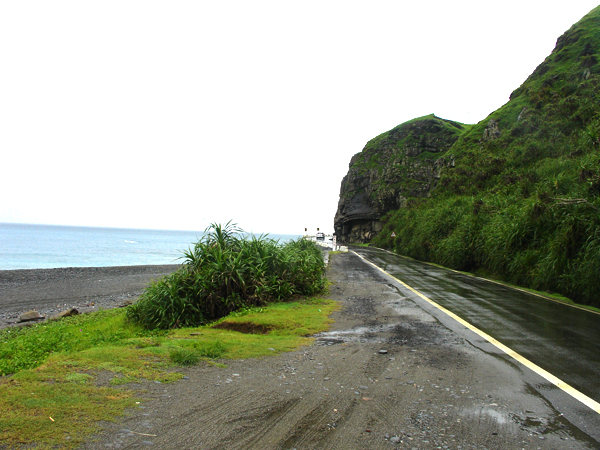
臺26線港仔至旭海段

## 外部連結
- 交通部公路局 （页面存档备份，存于）
- 交通部運輸研究所